# Der Asra

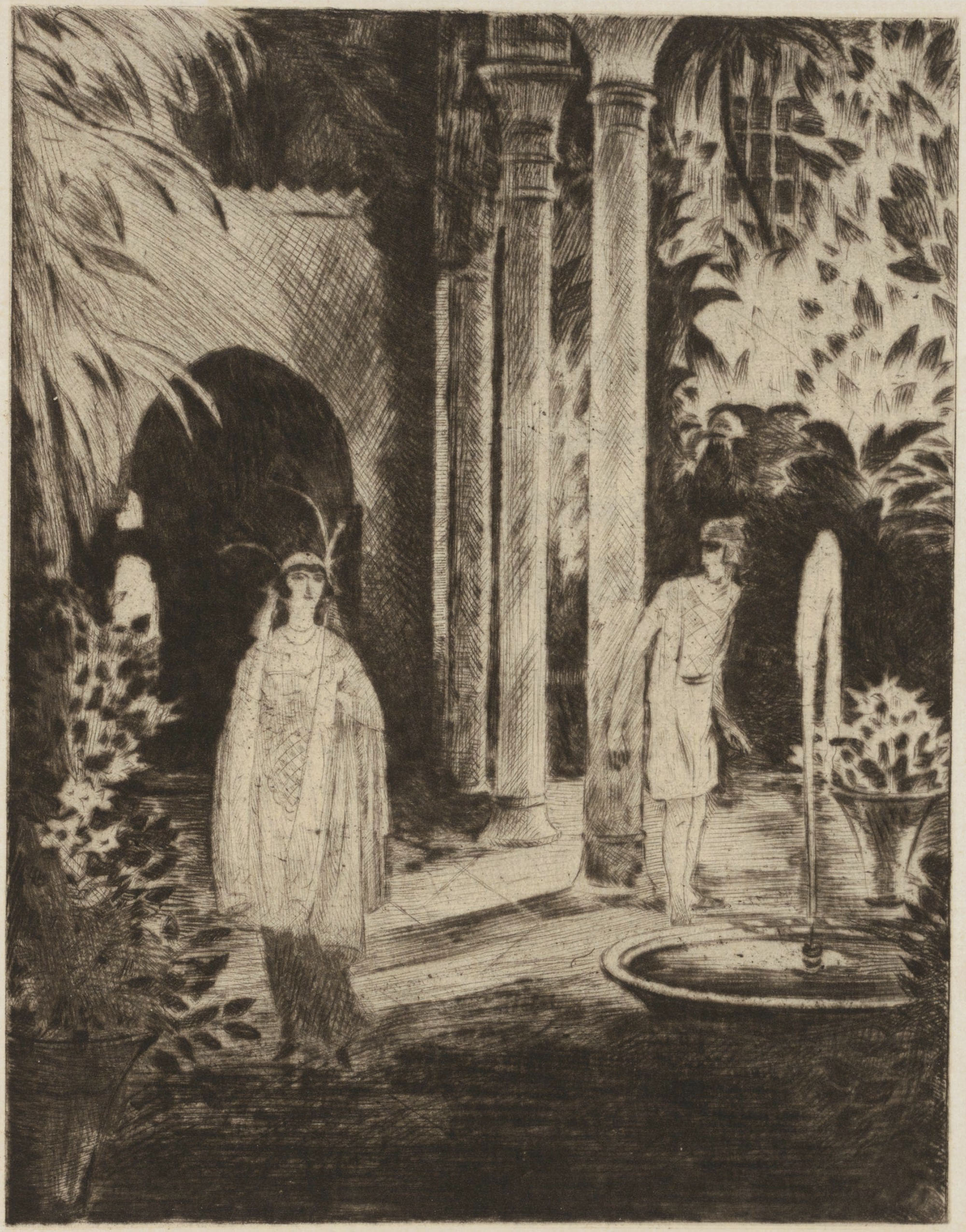
Radierung von Hugo Steiner-Prag (1921)

Das Gedicht Der Asra erschien zuerst am 2. September 1846 im Tübinger Morgenblatt für gebildete Leser (Nr. 210), dann erneut 1851 in Heinrich Heines drittem Gedichtband Romanzero. Das 15. Gedicht des Zyklus Historien thematisiert die unerfüllbare Liebe eines Sklaven zu der Sultanstochter.

## Der Text
Der Asra

Täglich ging die wunderschöne

Sultanstochter auf und nieder

Um die Abendzeit am Springbrunn,

Wo die weißen Wasser plätschern.

Täglich stand der junge Sklave

Um die Abendzeit am Springbrunn,

Wo die weißen Wasser plätschern;

Täglich ward er bleich und bleicher.

Eines Abends trat die Fürstin

Auf ihn zu mit raschen Worten:

Deinen Namen will ich wissen,

Deine Heimath, deine Sippschaft!

Und der Sklave sprach: ich heiße

Mohamet, ich bin aus Yemmen,

Und mein Stamm sind jene Asra,

Welche sterben wenn sie lieben.

## Form
Das Gedicht besteht aus vier Strophen mit jeweils vier Versen. Es ist kein Endreim vorhanden. Der Trochäische Vierheber ist in allen Versen erfüllt. Die Kadenz ist weiblich. Derselbe Versanfang (Vers 1 und 5) weist darauf hin, dass es sich um eine ritualisierte Begegnung handelt. Im ersten Vers findet sich ein Enjambement, das das Adjektiv wunderschön nochmals steigert sowie die Bedeutung des nachfolgenden Wortes, hier der soziale Rang, hervorhebt. In der zweiten Strophe wiederholen sich die zwei letzten Verse der ersten Strophe, was die gleichzeitige Anwesenheit der beiden verstärkt. Der nächste Zeilensprung führt zu einer kurzen Anspannung, die sich alsbald in einer Konfrontation entlädt. Schließlich verstärkt das letzte Enjambement die Offenbarung des Liebenden durch die verzögerte Herausgabe seines Namens. Gleichzeitig ist der Tabubruch vollzogen.

## Entstehung
Der Ballade liegt die Geschichte von Madschnūn Lailā zugrunde. Heine lernte den Stoff durch Anton Theodor Hartmanns Übersetzung Medschnun und Leila. Ein persischer Liebesroman kennen. Eine weitere Anregung fand der Dichter in einer Handschrift, welche Stendhal in seinem De l’amour zitierte. Am 2. September 1846 wurde das Gedicht im Morgenblatt für gebildete Leser veröffentlicht.

## Rezeption
1863 vertonte Carl Loewe das Gedicht. Bereits 1856 erschienen die 6 Lieder des russischen Komponisten Anton Rubinstein. Als Kraj tanana šadrvana ging Heines Asra in einer Übersetzung des bosnischen Dichters Aleksa Šantić in das bosnische Liedgut ein.
1879 erschien ein „Gedichtbuch von Ludwig Ganghofer“ unter dem Titel: Vom Stamme Asra. Ein direkter Bezug zum Gedicht ist nicht erkennbar.
In Theodor Fontanes Der Stechlin nimmt Czako, ein Freund des Sohnes von Dubslav, Bezug auf Heines Gedicht. Er vergleicht beim Besuch eines Imkers das Schicksal der Drohne beim Hochzeitsflug der Königin mit dem Heinesche Asra.
Der deutsch-bosnische Schriftsteller Saša Stanišić legte dar, dass Heines Asra-Gedicht die Vorlage für die bosnische Lieddichtung „Kraj tanana šadrvana“ ist.
In Christian Petzolds Film Roter Himmel (2023) rezitiert Nadja, gespielt von Paula Beer, das Gedicht zwei Mal kurz nacheinander.

### Textausgaben
- Heinrich Heine: Romanzero. Hoffmann und Campe, Hamburg 1851, S. 58.

### Sekundärliteratur
- Johann Christoph Bürgel: Die Mächtigkeit der Frau in der arabisch-islamischen Dichtung. In: Maria Haarmann (Hrsg.): Der Islam. C.H. Beck, München 2002, ISBN 978-3-406-47640-2.
- Hella Gebhard: Interpretation der „Historien“ aus Heines „Romanzero“. Erlangen, 1956.
- Wolfram Groddeck: „Der Asra“: Intertextualität und Poetologie in einem Gedicht aus Heinrich Heines „Romanzero“. In: Heine-Jahrbuch Bd. 31. Metzler, 1992, S. 79–91.
- Joseph Anton Kruse: Der Asra. In: Marcel Reich-Ranicki (Hrsg.): Frankfurter Anthologie Bd. 8. Insel Verlag, 1984, S. 87–90.
- Ottmar Pertschie: „Der Asra“ – ein bosnisches Volkslied und/oder eine Übersetzung aus Heine? : zu einem ungeklärten Thema. In: Joseph A. Kruse (Hrsg.): Heine-Jahrbuch Bd. 40. Metzler, Düsseldorf 2001, S. 129–135.

### Lektürehilfe
- Rüdiger Bernhard: Heine, Das lyrische Schaffen. Königs Erläuterungen Spezial. Bange Verlag, Hollfeld 2008, ISBN 978-3-8044-3054-9.